# 法姆盧普 (阿拉斯加州)
法姆盧普（英語：Farm Loop）是位於美國阿拉斯加州馬塔努斯卡-蘇西特納自治市鎮的一個非建制地區和人口普查指定地區。根據2010年美國人口普查，該地人口為1028人，而該地的面積約為22.90平方千米。

## 地理
法姆盧普的座標為61°37′42″N 149°08′44″W / 61.62833°N 149.14556°W，而該地的平均海拔高度為153米（即502英尺）。